# Ione thoracica
Ione thoracica es una especie de crustáceo isópodo marino perteneciente a la familia Bopyridae. Se trata de un parásito externo que afecta principalmente a otros crustáceos decápodos, como ciertos cangrejos o camarones, adhiriéndose al interior de la cámara branquial de su hospedador.
Este isópodo fue descrito científicamente por primera vez por el zoólogo británico George Montagu en 1808. Como otros miembros de su familia, presenta un marcado dimorfismo sexual y una morfología adaptada a su modo de vida parasitario, con una notable reducción de estructuras locomotoras en las hembras.

## Distribución
Ione thoracica se encuentra en ambientes marinos del océano Atlántico nororiental, especialmente en las costas de Europa occidental.

## Distribución geográfica
Se distribuye por el Atlántico nororiental y el mar Mediterráneo. De adulto es parásito de crustáceos decápodos del género Callianassa.